# Gulielmus Adolphus Scribonius
Gulielmus Adolphus Scribonius vagy német nevén Wilhelm Adolf Schreiber (Marburg, 1550 k. – Korbach, 1600 k.) német filozófus, természettudós, orvos.
A feltételezések szerint 1550 körül Marburg városában született, de biztosan csak annyit lehet tudni, hogy a marburgi Fülöp Egyetemen szerezte meg doktorátusát. Ezt követően rövid ideig szülővárosában tanított filozófiát és logikát, majd 1581-től az akkor alapított korbachi iskolában tartott logikai, természetfilozófiai és erkölcstani előadásokat, emellett pedig orvosi praxist is folytatott.
Termékeny író volt, több orvosi, filozófiai, természettudományos és teológiai munka fűződik a nevéhez, azonban témától függetlenül valamennyi munkáját a ramusi logika iránti rajongása hatja át. Legismertebb munkája az 1583-ban Bázelban megjelent Triumphus logicae Rameae (’Ramus logikájának diadala’) című könyv, amelyben nem csupán ismertette Ramus dialektikáját és logikáját, hanem értelmezte, továbbgondolta és esetenként bírálta is a ramista elveket. 1585-ben jelent meg Rerum naturalium doctrina methodica című természetfilozófiai munkája, amelyben a természettudományos érdeklődés múltjának áttekintése mellett kora tudományos eredményeire is kritikus hozzáállással reflektált. Csillagászati könyvei arról vallanak, hogy támogatta a heliocentrikus világkép, a bolygók és holdjaik keringésének copernicusi elméletet, és felismerte annak fizikai jelentőségét.
A magyar Apáczai Csere János több munkáját felhasználta a Magyar encyclopaedia csillagászati, meteorokról szóló, antropológiai, ásvány- és növénytani részeinek kidolgozásakor.

## Fordítás
- Ez a szócikk részben vagy egészben  a   Wilhelm Adolf Scribonius című német Wikipédia-szócikk ezen változatának fordításán alapul.  Az eredeti cikk szerkesztőit annak laptörténete sorolja fel. Ez a jelzés csupán a megfogalmazás eredetét és a szerzői jogokat jelzi, nem szolgál a cikkben szereplő információk forrásmegjelöléseként.